# Rei do Universo

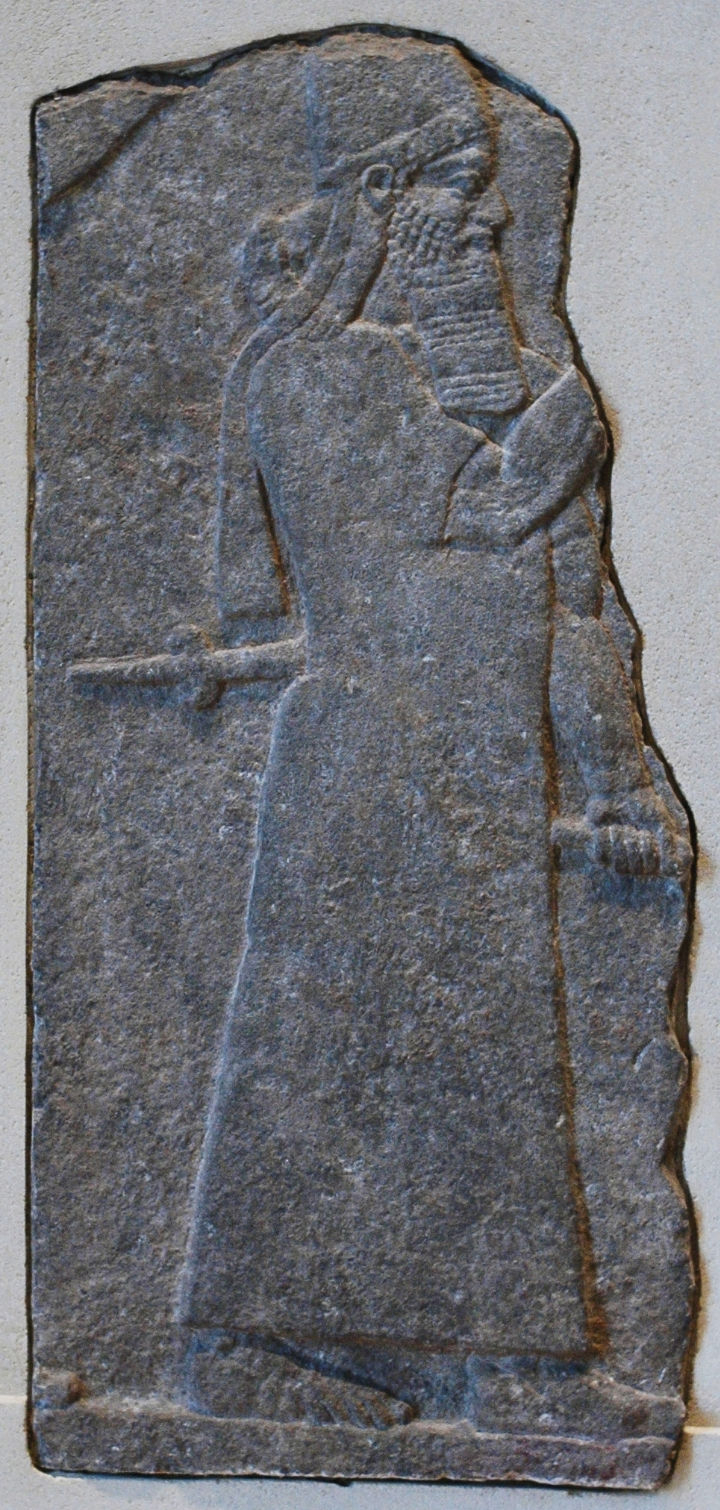
Relevo de alabastro de gesso do palácio de Tiglate-Pileser III da Assíria, que usava o título de "Rei do Universo".

Rei do Universo (em sumério: lugal ki-sár-ra ou lugal kiš-ki; em acádio: šarru kiššat māti,  šar-kiššati ou šar kiššatim), também interpretado como o Rei de Tudo ou Rei do Mundo, era um título usado pelos poderosos governantes da antiga Mesopotâmia que reivindicaram seu domínio mundial. O primeiro governante a usar esse termo foi Sargão (r. 2270–2215 a.C.) da Acádia. O último a usar este nome foi o governante selêucida Antíoco I Sóter (r. 292–261 a.C.).

## Esclarecimento sobre o título

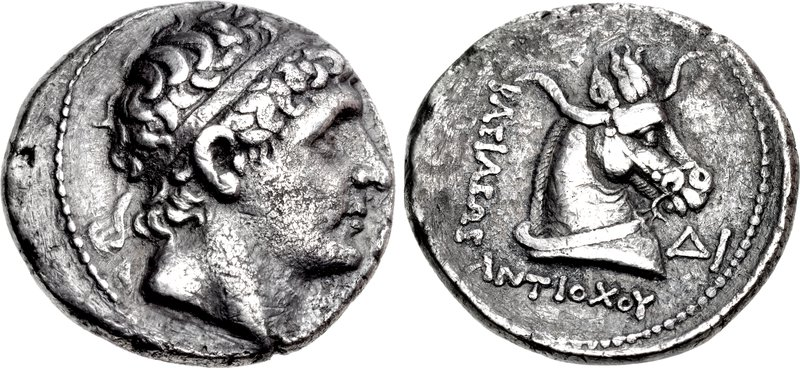
Tetradracma de Antíoco I Sóter, último governante a usar o título "Rei do Universo".

Originalmente, o termo šar kiššatim em acadiano significava "Rei de Quis". Durante o Império Acádio, mudou seu significado para "Rei do Universo". É possível que este título se referisse ao poder sobre o reino cosmológico, enquanto o “Rei dos Quatro Cantos do Mundo” se referia apenas ao poder sobre a Terra.